# اس‌اس کرتیس (تی-ای‌وی‌بی-۴)
اس‌اس کرتیس (تی-ای‌وی‌بی-۴) (به انگلیسی: SS Curtiss (T-AVB-4)) یک کشتی است که طول آن ۶۰۲ فوت (۱۸۳ متر) می‌باشد. این کشتی در سال ۱۹۶۸ ساخته شد.